# Filónoe (filha de Iobates)

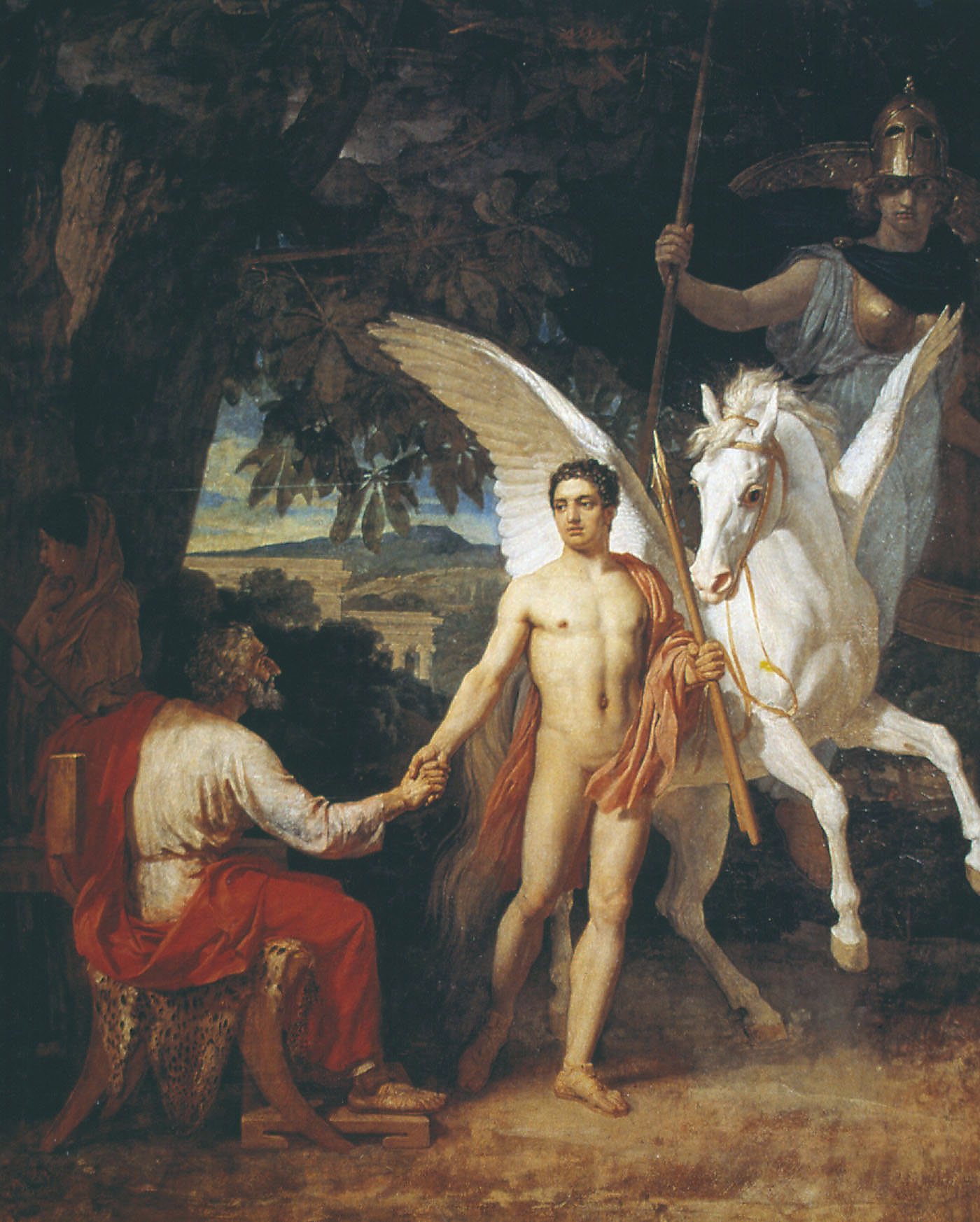
Na semi-escuridão, Philonoe atrás de Yobates, Belerofonte, Pégaso e Atena, retratada em uma pintura de 1829 de Aleksandr Andreyevich Ivanov.

Filónoe ou Philonoe (em grego: Φιλονόη, Philonóē) é uma personagem da mitologia grega e esposa do herói Belerofonte. Ela era filha do rei da Lícia Iobates e irmã de Antea ou Sthenebea. O nome Philonoe pode variar dependendo da fonte e por isso também é conhecido como Alcimedusa,Anticlea, Passandra ou Cassandra.
Sua irmã, embora casada com o rei Pretus de Argos, estava apaixonada pelo coríntio que havia encontrado refúgio naquelas terras da Argólida, Belerofonte, pois ele teve que deixar sua terra natal depois de ter causado uma morte acidental a um personagem chamado Bellero. Quando ela não foi correspondida, Antea o caluniou e o acusou, enfurecido, diante de seu marido, que embora acreditasse nela, não queria exercer violência direta sobre aquele que havia sido seu convidado, então ela lhe deu uma carta selada endereçada a seu sogro Iobates, onde ele explicou a ele que ele deveria matar o portador dela.
Iobates, ao ler a carta, ordenou-lhe que matasse a monstruosa Quimera, pensando que ele morreria tentando. Belerofonte, montado em seu cavalo alado Pégaso, matou-a, ao que o rei ordenou que ele lutasse contra as amazonas e, uma vez derrotado, enviou seus melhores soldados para matá-lo em uma emboscada, mas também falhou. Vendo a coragem e a força de seu convidado, ele pensou que estava sob a proteção das divindades do Olimpo e mostrou-lhe a carta, convidando-o a ficar em seu reino, que ele aceitou de bom grado. Não só isso, mas o rei ofereceu-lhe a mão de sua filha Philonoe, com quem ele se casou e uma parte importante da propriedade real, além de legar seu reino a ela quando ele morreu. Diz a lenda que Antea, ao saber de tudo, não suportou e cometeu suicídio.

A Ilíada nos diz que havia três filhos de Belerofonte e Philonoe, Isandro, Hipólico e Laodâmia; ela teve uma união com Zeus e foi a mãe de Sarpedão. Outros variam os nomes de seus filhos, como Pisander (em vez de Isander) e também Deidamíao Hipodâmia (em vez de Laodâmia).